# 稲敷市立図書館
稲敷市立図書館（いなしきしりつとしょかん）は、茨城県稲敷市にある公立図書館。
稲敷市立歴史民俗資料館との合築のため、郷土資料は歴史民俗資料館が収集し、図書館は実用書や人気書籍、稲敷市で盛んな農業関係図書の収集を中心とし、相互に役割分担をしている。

## 概要
建物は鉄筋コンクリート構造2階建、建築面積は1,229.86m2、延床面積は1,585.79m2である。絵本コーナーはじゅうたん敷き、床暖房付きで、向かい側に料理や手芸など婦人向けのコーナーを配置し、母親が本を選びながら子どもの様子を見られるよう配慮されている。館内には広い廊下があり、ギャラリー展示に利用することができる。
- 年間入館者数：約4万人[2]
- AV資料数：10,896点（2009年3月31日現在）[5]

館内
| 階 | 設備                                               |
| 2  | 視聴覚室、研修室、会議室、保管書庫                 |
| 1  | 一般開架（児童コーナー、成人コーナー、AVコーナー） |

### 公民館図書室
- 江戸崎公民館図書室 - 稲敷市江戸崎甲2148番地2
- 新利根公民館図書室 - 稲敷市柴崎7417番地 稲敷市新利根農村環境改善センター内
- 桜川公民館図書室 - 稲敷市須賀津808番地

## 利用案内
- 貸出制限 - 稲敷市に居住・通勤する者及び稲敷郡に居住する18歳以上の者
- 貸出可能点数 - 本・雑誌・紙芝居5冊、ビデオ・CD・DVD3点
- 返却場所 - 市立図書館・公民館図書室カウンター、市立図書館・江戸崎図書室返却ポスト
- 開館時間 - 9時〜17時（ただし、水曜日は11時〜19時）[5]
- 休館日 - 月曜日（月曜日が祝日の場合、その翌日も休館）、祝日（日曜日が祝日の場合は開館し、火曜日に休館）、年末年始、毎月最終日（最終日が土日の場合、最も近い金曜日）、特別整理期間

## 歴史
1993年（平成5年）7月27日に当時の東村が、東村立図書館として開館した。これは、ふるさと創生事業のアンケート調査で図書館の設置要望の多かったためである。東村が町制を施行したことで1996年（平成8年）に東町立図書館に改称、更に2005年（平成17年）、東町が町村合併により稲敷市となったことで、稲敷市立図書館に改称した。
2006年（平成18年）3月31日に旧東町立図書館の利用カードが失効した。2006年（平成18年）6月1日より市内各所の公民館図書室とネットワークで結ばれ、その中核としての機能を持つようになった。
2011年（平成23年）3月11日に発生した東北地方太平洋沖地震の際には、利用者と職員が数名館内にいたが、人的な被害はなかった。しかし建物の破損、断水と地盤沈下の発生、書架・書庫からの資料の落下等の物的な被害があり、業務の再開は公民館図書室より遅れ、5月10日となった。この際、一部の図書を除籍し、学校や「いなしき復興祭」への来場者に提供した。東日本大震災による電力危機に伴い、図書館では水曜日に9時から17時までの変則的な開館時間とする措置を2012年（平成24年）1月31日まで行った。

## 交通
- 国道125号から東中神橋を渡った先にある。
- 首都圏中央連絡自動車道稲敷ICより自動車で約30分[4]。
- JR成田線佐原駅（千葉県香取市）より桜東バス江戸崎行き乗車、中神下車、徒歩約12分（約1km）。

## 周辺
敷地内（白鷺の里文化公園）
- 稲敷市立歴史民俗資料館
- 稲妻茶屋

周辺
- 稲敷市立東中学校
- 結佐神社
- 新利根川